# Craugastor rivulus
Espèce
Synonymes
- Eleutherodactylus rivulus Campbell & Savage, 2000

Statut de conservation UICN

 VU B1ab(iii) : Vulnérable
Craugastor rivulus est une espèce d'amphibiens de la famille des Craugastoridae.

## Répartition
Cette espèce est endémique du Guatemala. Elle se rencontre de 770 à 1 250 m dans les  départements d'Alta Verapaz et du Quiché.

## Publication originale
- Campbell & Savage, 2000 : Taxonomic reconsideration of Middle American frogs of the Eleutherodactylus rugulosus group (Anura: Leptodactylidae): a reconnaissance of subtle nuances among frogs. Herpetological Monographs, vol. 14, p. 186-292.